# Moreauville, Louisiana
Moreauville, Louisiana (енгл. Moreauville) град је у америчкој савезној држави Луизијана.

## Демографија
По попису из 2010. године број становника је 929, што је 7 (0,8%) становника више него 2000. године.
| Група             | 2000.       | 2010.       |
| Белци             | 563 (61,1%) | 535 (57,6%) |
| Афроамериканци    | 329 (35,7%) | 336 (36,2%) |
| Азијати           | 0 (0,0%)    | 1 (0,1%)    |
| Хиспаноамериканци | 5 (0,5%)    | 9 (1,0%)    |
| Укупно            | 922         | 929         |